# OpenWindows
OpenWindows ist eine Desktop-Umgebung für Workstations. OpenWindows wurde von Sun Microsystems (heute Oracle) entwickelt und in späteren Versionen von SunOS 4 und Solaris mitgeliefert, bis es in Solaris 9 zugunsten von CDE aufgegeben wurde. 

## Geschichte
OpenWindows 1.0 erschien 1989 zunächst als separat erhältliches Zubehör für SunOS 4.0 und ersetzte damals das ältere SunView. Ab 1990 wurde OpenWindows 2.0 mit SunOS 4.1.1 ausgeliefert.
Solaris 2.0, der Nachfolger von SunOS 4, wurde mit OpenWindows 3.0.1 ausgeliefert, Solaris 2.3 (1993) mit OpenWindows 3.3 und Solaris 7 mit OpenWindows 3.6.1.
Im Jahr 1993 entschied Sun zusammen mit anderen großen Herstellern von unixoiden Betriebssystemen im Rahmen der Open Group, mit Common Desktop Environment eine standardisierte Desktop-Umgebung zu schaffen und lieferte daher mit Solaris 8 die letzte OpenWindows-Version 3.6.2 aus. Ab Solaris 9 war OpenWindows nicht mehr enthalten und die Entwicklung wurde eingestellt.

## Architektur
OpenWindows implementiert das Look and Feel gemäß der Open Look-GUI-Spezifikation und besteht aus den folgenden  Kernkomponenten:
- Open Look Window Manager (olwm/olvwm)
- DeskSet Application Suite mit File Manager, Mail Tool, Shell Tool, Text Editor und weiteren Programmen
- XView und OLIT Widget-GUI-Toolkits
- X11/NeWS Display-Server